# الصبايخ
الصبايخ قرية تابعة لمدينة العمران بالأحساء وتقع شرق الهفوف وتبعد حوالي 17 ميلا ، وبها جميع الخدمات التعليمية بها متوفرة وكذلك الخدمات الحكومية من كهرباء وتعبيد الشوارع ومياه وهاتف وغيرها من الخدمات، قدر عدد منازلها في عام 1925م بسبعة وستين منزلاً. أما اليوم فلم تعد مستقلة عن غيرها .